# یواس‌سی‌جی‌سی لیبرتی (دبلیوپی‌بی-۱۳۳۴)
یواس‌سی‌جی‌سی لیبرتی (دبلیوپی‌بی-۱۳۳۴) (به انگلیسی: USCGC Liberty (WPB-1334)) یک کشتی است که طول آن 110 feet است.